# Bregaglia
Bregaglia (pronuncia-se Bregalhia) é uma comuna suíça no distrito de Maloja no cantão de Grisões, na Suíça. É o resultado fusão das comunas (municípios) de Bondo, Castasegna, Soglio, Stampa e Vicosoprano, todos localizados no Vale Bregaglia.
A língua oficial nesta comuna é o italiano.